# Diofantische benadering
In de getaltheorie, een deelgebied van de wiskunde, heeft een diofantische benadering, vernoemd naar Diophantus van Alexandrië, betrekking op de benadering van reële getallen door rationale getallen.
De absolute waarde van het verschil tussen het te benaderen reëel getal en het rationale getal dat dit reële getal benadert is een ruwe indicator van hoe goed de benadering is. Aangezien de rationale getallen echter dicht zijn in de reële getallen, kan men altijd rationale getallen vinden die willekeurig dicht bij het te benaderen reëel getal liggen. Dus deze maat vertelt ons niets over de "kwaliteit" van de benadering.
Een betere maat voor de kwaliteit van de benadering is door het verschil te vergelijken aan de hand van de grootte van de noemer.
Bekende resultaten in de theorie van de diofantische benaderingen zijn de benaderingsstelling van Dirichlet en de stelling van Thue-Siegel-Roth.